# Токумтаев, Смагул Кусаинович
Смагу́л Кусаи́нович Токумта́ев (26 июля 1935, Караганда, КазАССР — 8 января 2002, Караганда) — шахтёр, горнорабочий очистного забоя шахты имени Горбачёва производственного объединения «Карагандауголь» Министерства угольной промышленности СССР, Карагандинская область. Герой Социалистического Труда (1977). Депутат Верховного Совета СССР 10-го созыва. Почётный шахтёр СССР. Полный кавалер Знака «Шахтёрская слава».

## Биография
После окончания школы работал кондуктором, машинистом электровоза на шахте имени Кирова. Служил в Советской Армии (1954—1958), после которой возвратился в Караганду, где продолжил трудиться на шахте имени Кирова. Работал помощником машиниста, машинистом комбайна. С 1963 года — работал горнорабочим, машинистом комбайна на участке № 1 шахты № 31. Был назначен бригадиром машинистов.
В годы 10-й пятилетки (1976—1980) бригада Смагула Токумтаева ежегодно перевыполняла производственный план. В 1977 году удостоен звания Героя Социалистического Труда «за выдающиеся успехи в выполнении принятых на 1976 год социалистических обязательств по добыче угля и достижение высоких качественных показателей в работе».
Избирался депутатом Верховного Совета СССР 10-го созыва и делегатом XXVI съезда КПСС.
Скончался в 2012 году после продолжительной болезни.

## Награды
- Герой Социалистического Труда — указом Президиума Верховного Совета СССР 12 мая 1977 года
- Орден Ленина
- Орден Октябрьской Революции
- Знак «Шахтёрская слава»